# Moralsk Oprustning
Moralsk Oprustning (før 2. verdenskrig kendt som Oxfordgruppebevægelsen) var navnet på den danske afdeling af den internationale religiøse bevægelse Moral Re-Armament stiftet af amerikaneren Frank Buchman (1878-1961). Gruppen troede på guddommelig vejledning: alle burde vente på Guds råd i alle livets forhold og følge dem.

## Navn
Buchmans menighed hed først First Century Christian Fellowship, siden The Oxford Group (på dansk: Oxfordgruppebevægelsen) før den i 1938 kom til at hedde Moral Re-Armament. I 2002 skiftede bevægelsen navn til Initiatives of Change, som er det navn bevægelsen stadig kendes under.

### Oxfordgruppebevægelsen
Oxfordgruppebevægelsen (engelsk: The Oxford Group) tog navnet, fordi en togportør ved en fejl satte et skilt på deres sovevogn under en rejse for nogle af medlemmerne. Skiltet angav at de var fra Oxford. Oxfordgruppebevægelsen har ikke noget at gøre med Oxfordbevægelsen (The Oxford Movement).

### Moralsk Oprustning
Før 2. verdenskrig skiftede Oxfordgruppebevægelsen navn til Moralsk Oprustning og mente, at guddommelig vejledning ville forhindre krigen. Moralsk Oprustning skiftede senere igen navn til Initiatives of Change. 

### Up with People
I 1965 blev Up with People grundlagt af medlemmer af, og med støtte fra, Moralsk Oprustning.

## Indflydelse
Den konservative politiker og udenrigsminister, Ole Bjørn Kraft, var tilhænger af Moralsk Oprustning.
Den engelske avisredaktør Arthur J. Russell gik med i Oxfordbevægelsen efter at have været til et af deres møder i 1931. Han skrev For Sinners Only i 1932, som inspirerede forfatterne af God Calling. 
Grundlæggerne af Anonyme Alkoholikere, Bill W. og dr. Bob Smith, var også inspirerede af Oxfordbevægelsens principper.
Bevægelsen bliver nævnt i tv-serien Matador, hvor mange af byens konservative damer følger dens råd. Den bliver også nævnt i Tv-serien Krøniken, hvor direktøren for radiofabrikken Bella deltager i gruppens møder.